# Syzygium quadrangulare
Syzygium quadrangulare är en myrtenväxtart som beskrevs av André Guillaumin. Syzygium quadrangulare ingår i släktet Syzygium och familjen myrtenväxter.
Artens utbredningsområde är Nya Kaledonien.

## Underarter
Arten delas in i följande underarter:
- S. q. microsemmifolium
- S. q. quadrangulare